# Clinton Wheeler
Clinton Wheeler (Neptune, 27 ottobre 1959 – 14 febbraio 2019) è stato un cestista statunitense, professionista nella NBA e in Germania.

## Carriera
Venne selezionato dai Kansas City Kings al settimo giro del Draft NBA 1981 (150ª scelta assoluta).

## Palmarès
- Campione CBA (1987)
- CBA Playoff MVP (1987)
- 2 volte All-CBA First Team (1986, 1989)
- 4 volte CBA All-Defensive First Team (1985, 1986, 1987, 1989)
- 2 volte campione USBL (1987, 1994)
- 2 volte USBL All-Defensive Team (1985, 1987)
- All-USBL Second Team (1987)
- Campione WBL (1989)
- Campionato tedesco: 4

Bayer Leverkusen: 1989-90, 1990-91, 1991-92, 1992-93
- Coppa di Germania: 3

Bayer Giants Leverkusen: 1990, 1991, 1993